# 24: Seasons Four and Five Soundtrack
24: Seasons Four and Five Soundtrack is een muziekalbum met de soundtrack van het vierde en het vijfde seizoen van de Amerikaanse televisieserie 24. Het album, dat in 2006 werd uitgebracht, bevat 21 nummers. De muziek op het album is een combinatie van elektronische en orkestrale muziek.

## Nummers
Alle nummers op het album met daarbij de lengte in minuten en seconden.
- 1. 24 Main Title 4:48
- 2. Collette's Arrest 2:51
- 3. Closing in on Marwan 4:27
- 4. Death in the Open Desert 1:42
- 5. Logan's Downfall 6:38
- 6. Mandy's Plan 2:55
- 7. Henderson 2:40
- 8. Jack's Women 3:36
- 9. C.T.U. 3:55
- 10. The Name's O'Brian— Chloe O'Brian 2:31
- 11. Mission Briefing 2:12
- 12. Bierko Entering the Gas Company 2:36
- 13. Logan's Near Suicide 2:24
- 14. Lynn McGill's Sacrifice 3:50
- 15. Base Mission 2:36
- 16. Airport Russians 2:45
- 17. Infiltrating the Sub 5:59
- 18. Loft Mission 2:66
- 19. Reviving Jack 3:16
- 20. Jack Storms the Gas Plant 8:10
- 21. Tony's Farewell 1:36

Het derde nummer, "Closing In On Marwan", is foutief gespeld op het album, namelijk als "Closing in on Marawon".